# Оберхельдрунген
Оберхельдрунген (нем. Oberheldrungen) — община в Германии, в земле Тюрингия. 
Входит в состав района Кифхойзер. Подчиняется управлению Ан дер Шмюкке.  Население составляет 892 человека (на 31 декабря 2010 года). Занимает площадь 12,41 км².
Коммуна подразделяется на 2 сельских округа.

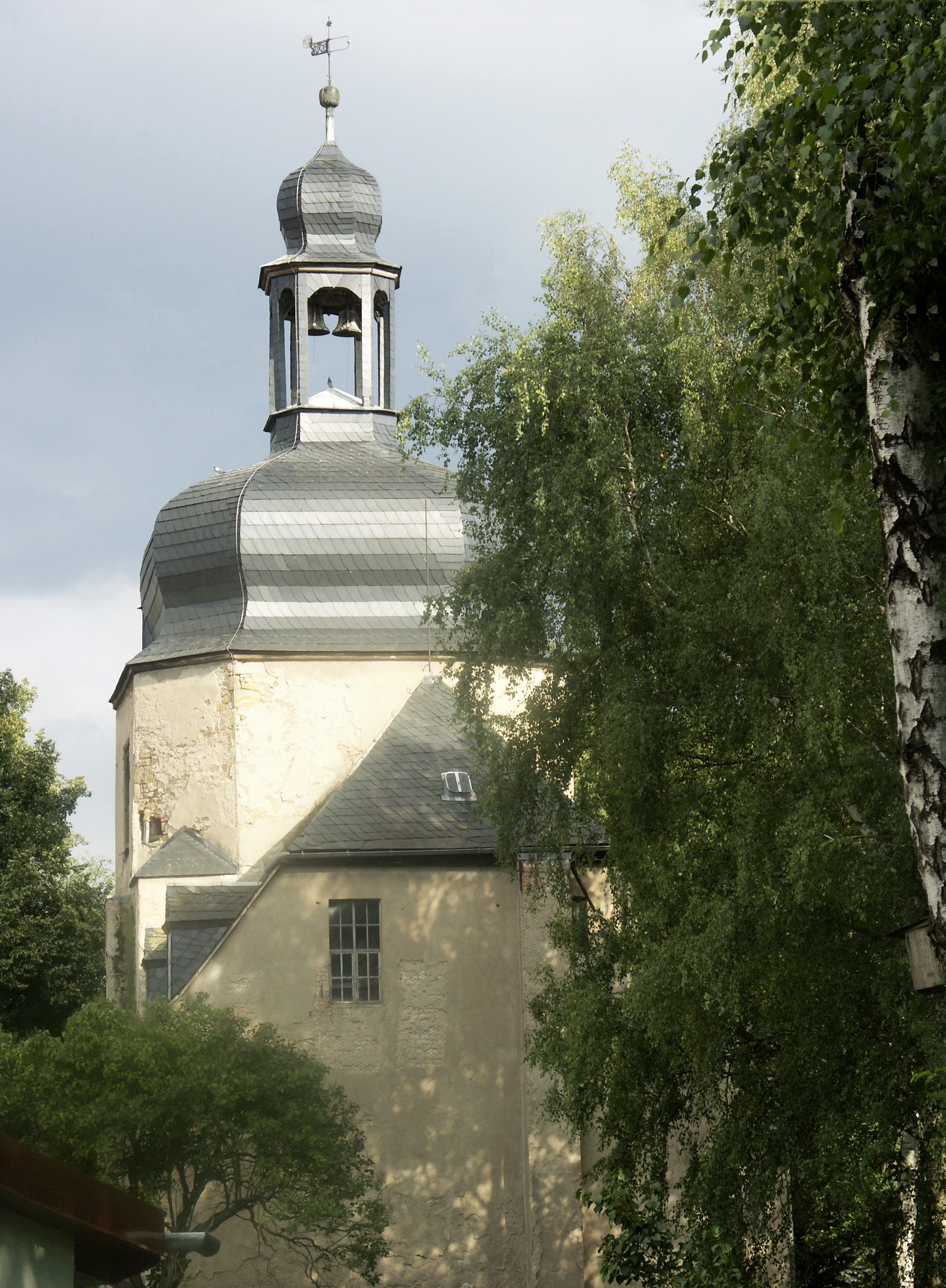
Оберхельдрунген